# Halløj i klostret 2: Nonnernes hus
Halløj i klostret 2: Nonnernes hus (eng: Sister Act 2 – Back in the Habit) er en amerikansk komediefilm fra 1993 instrueret af Bill Duke og produceret af Scott Rudin. Filmen efterfulgte Halløj i klostret fra 1992 og har ligesom den første film også Whoopi Goldberg i hovedrollen. En tredje film i serien er under produktion med forventet premiere i 2024 på Disney+.

## Medvirkende
- Whoopi Goldberg
- Maggie Smith
- Lauryn Hill
- James Coburn
- Ryan Toby
- Kathy Najimy
- Wendy Makkena
- Barnard Hughes

## Ekstern henvisning
- Halløj i klostret 2: Nonnernes hus på Internet Movie Database (engelsk)
- Halløj i klostret 2: Nonnernes hus på Filmdatabasen
- Halløj i klostret 2: Nonnernes hus på Scope
- Halløj i klostret 2: Nonnernes hus i Svensk Filmdatabas (svensk)
- Halløj i klostret 2: Nonnernes hus på AlloCiné (fransk)
- Halløj i klostret 2: Nonnernes hus på MovieMeter (nederlandsk)
- Halløj i klostret 2: Nonnernes hus på AllMovie (engelsk)
- Halløj i klostret 2: Nonnernes hus hos American Film Institute (engelsk)
- Halløj i klostret 2: Nonnernes hus på Turner Classic Movies (engelsk)
- Halløj i klostret 2: Nonnernes hus på The Movie Database (engelsk)
- Halløj i klosteret 2: Nonnernes hus på Box Office Mojo (engelsk)